# Yves Hanchar
Yves Hanchar, né le 23 juillet 1960 à Huy, est un réalisateur et scénariste belge.

## Filmographie
- 1992 : 8 en jeu (réalisation / scénario)
- 1994 : La Partie d'échecs (réalisation / scénario / acteur)
- 2000 : En vacances (réalisation / scénario)
- 2000 : Pourquoi se marier le jour de la fin du monde ? (Acteur)
- 2001 : Slogans (scénario)
- 2009 : Sans rancune !  (scénario / réalisation)